# 兩毛號列車
兩毛（日语： Ryōmou */?）號列車是由東武鐵道（東武）營運，主要行走於淺草站至赤城站之間的特別急行列車，途經伊勢崎線和桐生線。
本條目中，將會同時記載使用500系電動列車行走的「Revaty兩毛」（日语： Ribati Ryōmou */?），以及過去於伊勢崎線系統中行走的列車群。

## 運行概況

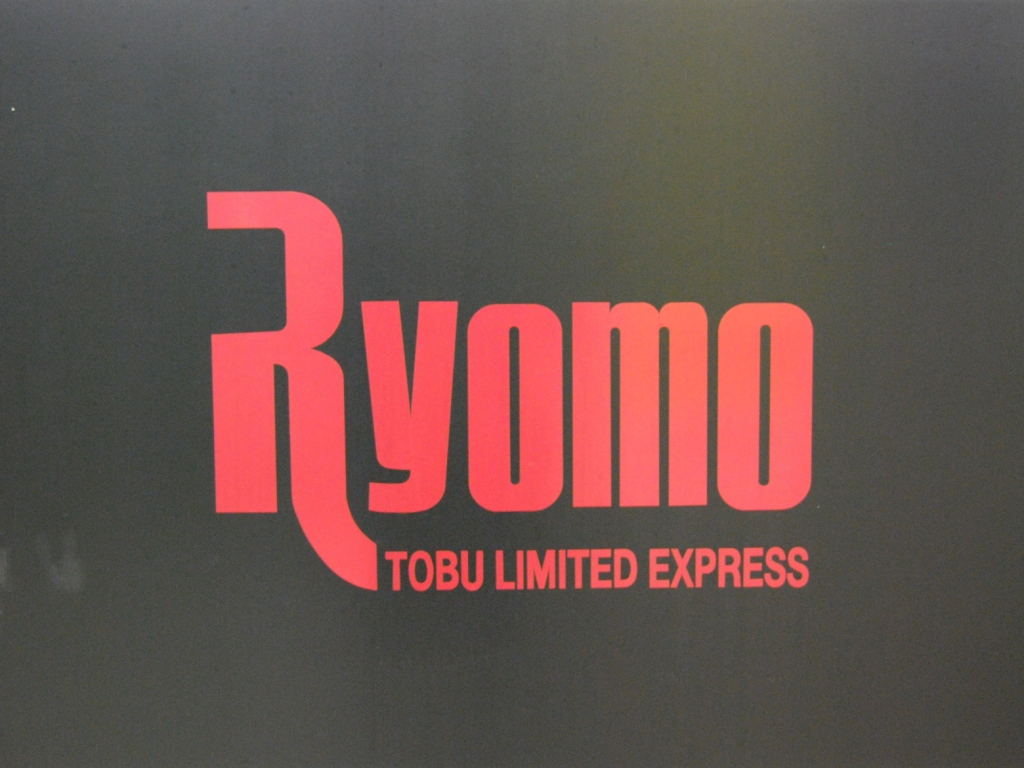
在200型、250型的車身印上了「兩毛」徽章（2008年10月4日 淺草站）

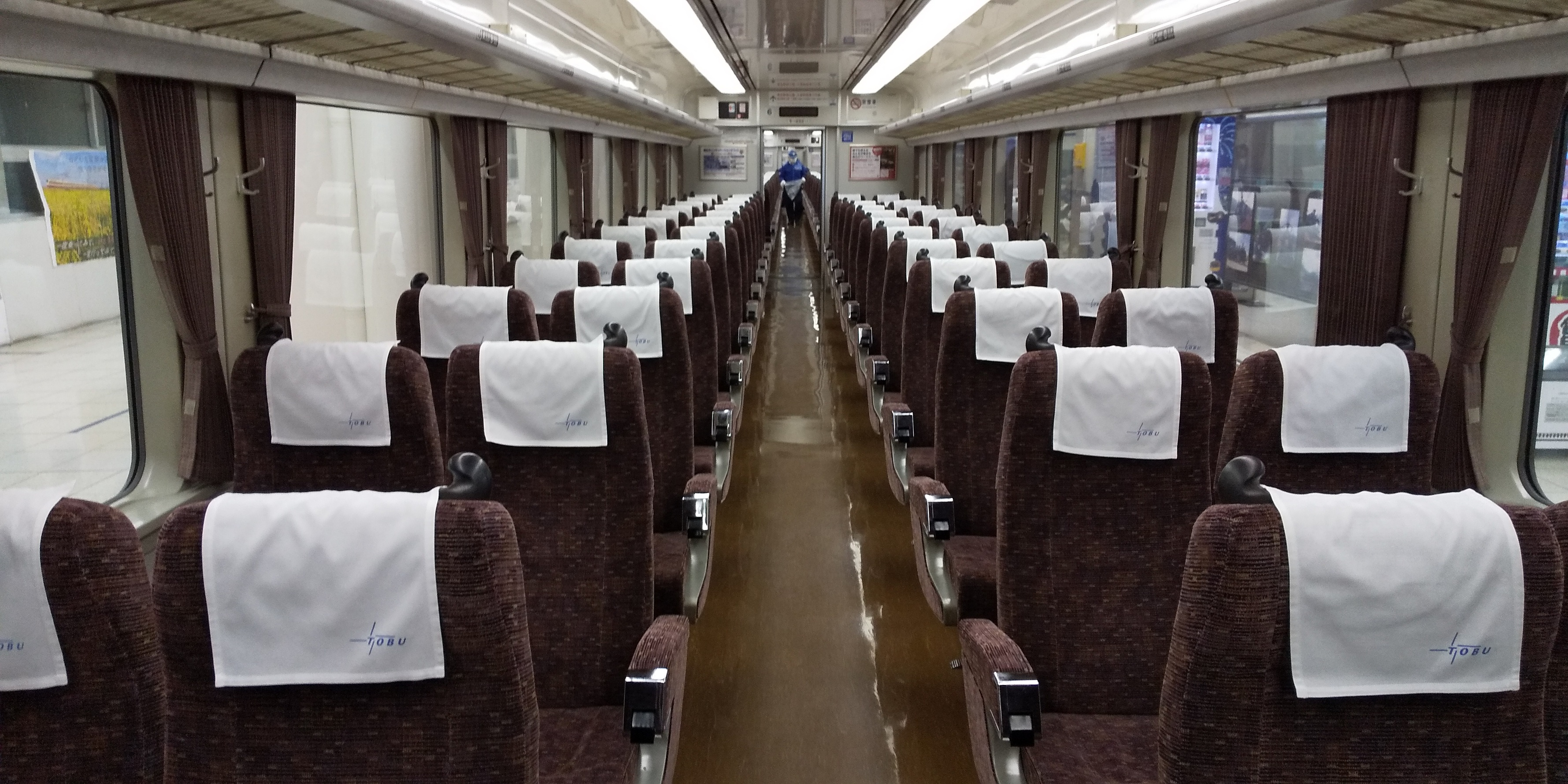
車內（2020年10月）

截至2022年3月12日，特急「兩毛」設有9個往返班次於赤城到發，2個往返班次於太田到發，上行1班從伊勢崎出發，下行1班前往館林。特急「Revaty兩毛」在2017年4月21日時間表修正起開始行走。截至2022年3月12日，特急「Revaty兩毛」設有7個往返班次於赤城到發，4個往返班次於太田到發，1個往返班次於葛生到發，上行1班從館林出發，下行1班前往伊勢崎。列車編號方面，特急「兩毛」與「Revaty兩毛」會使用同一組編號。在2017年4月至2020年6月之間，下行1班「Revaty兩毛」會與「Revaty華嚴」於淺草至東武動物公園之間結併，並且於東武動物公園站分離車廂。隨著進行更換車輛，一些「兩毛」的班次會變為「Revaty兩毛」。
主要乘坐此特急的客源是前往兩毛地區工業地帶的商務客，也有許多通勤客使用特急列車。在假日會有觀光客乘坐特急。另外，也會為前往足利花卉公園、杜鵑花岡公園的乘客提供臨時列車班次（主要在黃金周時期）。
由於特急的表定速度較低，群馬縣的諮詢機構「群馬縣鐵道網活性化研究會」於2009年發表《群馬縣鐵道網活性化的建議》中，提出「特急兩毛號加班與提速以提高方便性」。

### 編成
| ○1 | 2● | 3○   | 4  | ●5 | 6○ |
| 指 | 指 | (指) | 指 | 指 | 指 |

| ○1 | ●2   | 3○ | 4○ | ●5   | 6○ |
| 指 | (指) | 指 | 指 | (指) | 指 |

### 停車站
- 東武伊勢崎線內　淺草站 - 東京晴空塔站 - 曳舟站■ - 北千住站 - 東武動物公園站 - 久喜站 - 加須站▲ - 羽生站▲ - 茂林寺前站★ - 館林站 - 足利市站 - 太田站 - 木崎站 - 境町站 - 新伊勢崎站 - 伊勢崎站
- 東武桐生線內　太田站 - 藪塚站 - 新桐生站 - 相老站 - 赤城站
- 東武佐野線內　館林站 - 佐野市站 - 佐野站 - 田沼站 - 葛生站

- ■：只有上行列車於早上和下行列車於晚上停靠、▲：部分列車通過（大約是在淺草站於下午3時前出發的下行列車，以及在赤城站於早上8時時段至下午3時時段出發的上行列車會通過該站）、★：在旺季時，部分列車臨時停靠

使用車輛
「兩毛」 - 使用200系200型電動列車。
「Revaty兩毛」 - 使用500系電動列車
兩架列車為全車指定席。
關於臨時列車
不定期運行的晴空塔列車於太田到發的班次中，其停車站會與「兩毛」相同，而費用則使用「Revaty」的系統。
上述提及，在黃金周行走的臨時列車中，當該列車是來往東武佐野線佐野站時，該列車會通過佐野市站。
特急費用
小童半價，四捨五入至最接近的10日圓。費用截至2019年10月1日。乘坐「Revaty兩毛」不能使用「午後割」和「夜割」優惠。
| 公里數  | Revaty兩毛 | 兩毛  | 備註               |
| ------- | ---------- | ----- | ------------------ |
| 1 - 40  | 520        | 520   | 淺草至久喜之間適用 |
| 41 - 60 | 950        | 780   |                    |
| 61以上  | 1,250      | 1,050 |                    |

在2021年9月30日前，部分列車適用於「午後割」和「夜割」優惠。

## 歷史

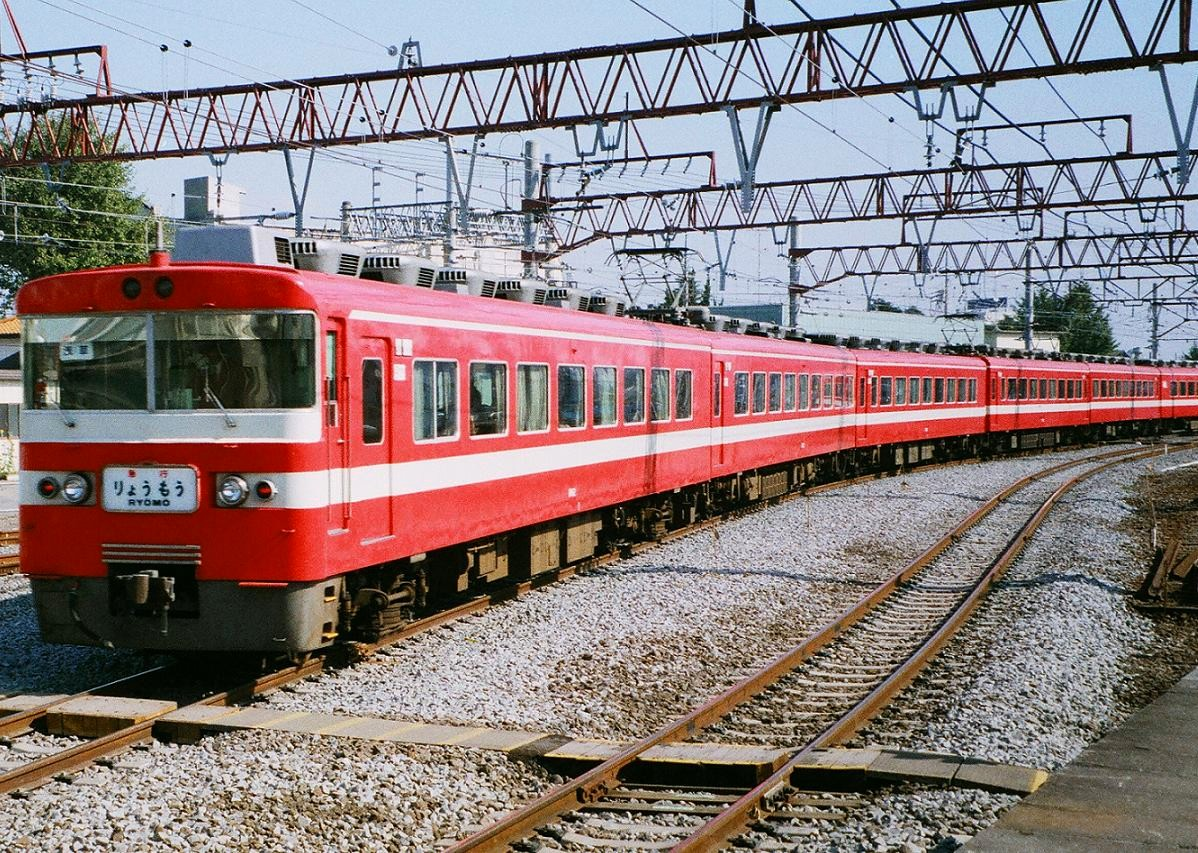
急行時代的「兩毛」
（1997年12月19日 太田站）

在戰前已經設有東武本線系統的優等列車。在東武日光線開業起便設有前往日光、鬼怒川方向的特急班次，當時會使用展望車與DeHa10系等優等車輛行走，於日光線上行走的優等列車主要是為了運送觀光客。相比之下，前往兩毛/太田地區的優等列車要在1933年（昭和8年）起才開辦。當時開辦了「免費急行」，使用一般車輛前往伊勢崎線和桐生線方向，該列車方便了乘客前往有許多工廠（包括中島飛行機（即現在的SUBARU））的大田地區，以及有許多紡織產業的兩毛地區（足利、桐生）。
在戰後，東武本線日光、鬼怒川方向的特急列車使用MoHa5310形、KuHa350形行走「華嚴」和「鬼怒」號列車。在當時，由於這些列車與日本國有鐵道（國鐵）東北本線、日光線的準急列車「日光」進行競爭，因此不時會引入新型車輛。由於不時引用新型車輛，使既有的車款變得過時，這此車輛會變為行走日光線和鬼怒川線的收費急行列車與行走新增的班次。在1953年（昭和28年）10月，伊勢崎線新設急行費用。翌月11月，開設了收費急行（當時未有愛稱，而該收費急行相當於現時特急「兩毛」），該列車與東武宇都宮線的收費急行（當時未有愛稱，而該收費急行相當於現時特急「下野」，特急「下野」實際上從1953年8月開始行走）結併運輸，並且會使用日光線、鬼怒川線收費急行的車輛（只限早上上行班次和晚上下行班次）。而伊勢崎線的收費急行是行走於淺草站至新桐生站之間。後來，由於伊勢崎線收費急行乘車率高和受到好評，因此行走區間延長至新大間間站，並且加上愛稱。這些愛稱除了「兩毛」外，還有「上野」、「織姬」、「赤城」、「上毛」（在1963年3月前，「上毛」會駛入至上毛電氣鐵道中央前橋站）和「唐澤」（東武佐野線方向）。在宇都宮方向方面，由於國鐵取得優勢，因此「下野」被廢除的同時，兩毛地區等優等列車則繼續加班（截至1967年，共有7個往返班次。當中，設有5個往返班次於赤城到發，1個往返班次於伊勢崎到發，1個往返班次於葛生到發）。另外，由於本線的特急、急行和快速列車均加班使車輛不足，因此不但使用了前日光線特急的車輛，還使用了當時日光線特急的專用車輛1700系。

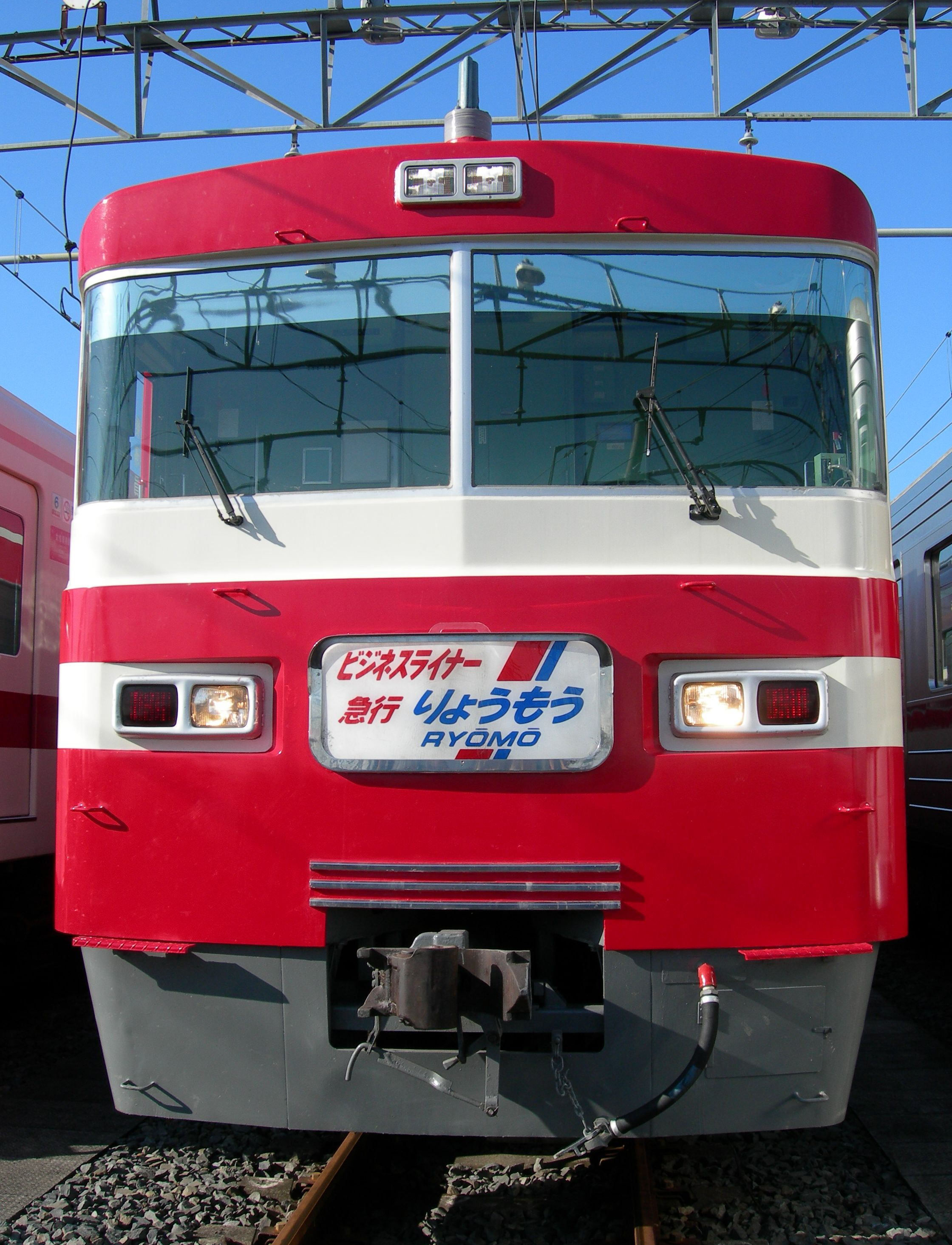
「商務Liner兩毛」
（2010年12月5日 南栗橋車輛管區)

在1969年（昭和44年）9月，引入了伊勢崎線收費急行專用車輛1800系，該車輛以特急車輛的標準打造。而列車愛稱統一為「兩毛」，全車為座位指定席。隨後，「兩毛」成為了東京至兩毛地區之間的主要路線，當中曾經加班和增加車廂數量（由4卡編成增至6卡編成）。
在1990年代，為了強化「東武的商務列車」，因此開設了數班「商務Liner兩毛」。該列車只需要定期票和急行券便可乘車（東武線內的特急和急行所有列車可使用定期票乘車的措施在1997年全面實施）。在1991年（平成3年），日光線特急全部班次轉用100系「SPACIA 」後，便把剩餘的1720系「Deluxe Romance Car」進行車身翻新工程，經過翻新的車輛以「200型」的名義重新投入服務，而這些200系被用於「兩毛」班次上。在1998年（平成10年），再增備了250型，以取代1800系。在翌年1999年（平成11年），「兩毛」升級為特急列車。　

### 年表
- 1933年（昭和8年）：開設免費急行列車（長椅車廂），行走於淺草站至新桐生站之間。
- 1953年（昭和28年）10月：於伊勢崎線內首次設定急行費用。
- 1953年（昭和28年）11月：開設使用MoHa5310形、KuHa350形行走自由定員制的收費急行，行走於淺草站至新桐生站之間。早上設有上行1班，晚上設有下行1班。在淺草站至杉戶站（現時：東武動物公園站）之間與宇都宮線收費急行結併運輸。
- 1956年（昭和31年）：行走區間延長至新大間間站（現時：赤城站）。另外，當年起開設直通至上毛電氣鐵道中央前橋站的急行「上毛」。
  - 「上毛」有時會使用1700系（日语：東武1720系電車#1700系）行走。但是，由於該車輛全部車廂都是動力車廂，因此需要消耗的電力也較多，上毛線內由於變電站的容量不足使會發生電壓驟降問題。另外，在前橋至東京之間，國鐵線（途經兩毛線、上越線、高崎線、東北本線和山手線）的距離比東武/上毛線短，加上在1957年（昭和32年），兩毛線電氣化延伸至前橋站，因此當時開設了行走於上野站至前橋站之間的直通列車班次。使駛入至上毛線的「上毛」列車之乘車率都不太好。
- 1957年（昭和32年）：新設前往赤城方向的急行「上野」。
- 1963年（昭和38年）：急行「上毛」不再駛入上毛線。新設赤城方向的急行「織姬」和葛生方向的急行「唐澤」。另外，上行列車開始停靠北千住站。
- 1966年（昭和41年）：新設赤城方向的急行「赤城」。
- 1969年（昭和44年）9月20日：專用車輛1800系（日语：東武1800系電車）投入服務。同時，急行費用由乘坐一次列車作計算，變為區間制。列車愛稱統一為「兩毛」。在1800系時代，列車營業最高時速為105 km/h。
- 1985年（昭和60年）4月1日：1號車廂指定為禁煙車廂。
- 1989年（平成元年）10月：由於相老站的月台延長了，加上為了讓乘客轉乘渡良瀨溪谷鐵道。使所有列車停靠相老站。
- 1990年（平成2年）9月25日：實施時間表修正，2、37號可使用定期票乘車，被指定為「商務Liner」。
- 1991年（平成3年）2月1日：1800系的後繼車輛200系投入服務。當時，"Ryomo"的標誌登場。
- 1993年（平成5年）4月1日：禁煙車指定為1至3號車廂。
- 1997年（平成9年）3月25日：實施時間表修正，設有以下變更。
  1. 所有下行列車停靠北千住站。
  2. 由於所有急行列車可使用定期票乘車，因此「商務Liner」這個名稱被廢除。
  3. 開設於館林站到發的班次。
- 1998年（平成10年）
  - 2月：250系投入服務。
  - 3月31日：最後一次設有1800系的定期列車班次。最後行走的編成是1819編成。
- 1999年（平成11年）3月16日：實施時間表修正，設有以下變更。
  1. 所有列車改用200/250系，並且升級為「特急」。最高時速提升至110 km/h[6]。
  2. 停靠加須站和羽生站的班次增加，由下行4班增加至13班，上行6班增加至12班。這些班次主要在黃昏至晚間停靠[6]。
  3. 取消於館林到發的班次。
- 2001年（平成13年）3月28日：實施時間表修正，只限在星期五、六及假日，新設於伊勢崎到發的列車班次。當初上行班次只前往北千住。
- 2002年（平成14年）11月：實施特急、急行費用優惠（減價）企劃[7]。
- 2003年（平成15年）3月19日：實施時間表修正，設有以下變更。
  1. 上述提及的企劃成效顯著，特急、急行費用的減價範圍定於整個區間。引入「午後割」和「夜割」的優惠[8]。在這個優惠中，由於「以急行費用便可乘坐特急列車」，因此出現了失衡的狀況。
  2. 隨着引入車長專用的手提終端機，乘客於車內不需要展示車票[9]。
  3. 在淺草站的特急、急行月台設置詢問處[9]。
  4. 所有列車停靠東武動物公園站[8]。在東武動物公園站的情況與春日部站「SPACIA」一樣。在東武動物公園站的車站職員為了確認乘客的特急票，停靠該站的列車只會開啟2、5號車廂的車門[8]。自此，在車廂內與車門會貼上提示，通知乘客有關安排。另外，於東武動物公園站月台上設置了特急票自動售票機[8]。
  5. 從伊勢崎出發前往淺草的班次變為毎日行走。
- 2005年（平成17年）3月1日：禁煙車指定為1至5號車廂[10]。
- 2006年（平成18年）3月18日：實施時間表修正，設有以下變更。
  1. 下行13班和上行11班列車加停久喜站[11]。與東武動物公園站一樣，於久喜站月台上設置了特急票自動售票機。
  2. 在日間時段，列車於淺草站和赤城站的出發時間有所變更。
  3. 前往伊勢崎的班次改為毎日行走[11]。
- 2007年（平成19年）
  - 3月18日：所有列車和車輛均禁煙[12]。
  - 9月1日：特急券預約系統進行擴展。在10月1日起（以乘車日計），可使用電話和電子郵件預約「兩毛」列車[注 2]。
- 2008年（平成20年）11月11日：開設「特急票免票服務」，乘客可不需在售票處也可購入特急票[14]。
- 2009年（平成21年）
  - 4月29日：在當年的黃金周，開設了臨時特急前往北千住，這是約6年後再次有相關班次。另外，再次設有於館林到發的特急班次，這是自1999年後再有相關班次（但是在1999年的時候還是急行班次）。
  - 6月6日：實施時間表修正，設有以下變更[15]。

  1. 增加停靠久喜站的班次數量。從下行13班增至14班，上行從11班增至14班[15]。
  2. 在黃昏與晚上，列車於淺草站的出發時間有所變更[15]。
  3. 於館林到發的臨時班次變為毎日行走。
- 2012年（平成24年）
  - 3月17日：上行所有列車開始停靠東京晴空塔站。
  - 10月27日：在早上10時起，於東京晴空塔站出發前往淺草站的所有列車班次中，均可以在不需要支付特急費用下乘車。當初該措施只實施至2013年5月22日，後來由於大受好評而全年實施。
- 2013年（平成25年）3月16日：實施時間表修正，設有以下變更。
  1. 下行22班列車開始停靠東京晴空塔站（該站只開啟2、5號車廂的車門）[16]。
  2. 在日間時段，列車於淺草站的出發時間有所變更。
  3. 前往葛生和前往伊勢崎的班次時間表提早1小時。
- 2014年（平成26年）4月1日：上述提及從東京晴空塔站乘坐特急列車前往淺草站的乘客不需要支付特急費用的措施之時段擴大。
- 2016年（平成28年）6月17日：東武與台灣鐵路管理局於2015年12月締結為姊妹鐵路。在當日，東武的208F編成仿照台鐵TEMU2000型電聯車的普悠瑪號換上特殊塗裝。同時展示了共同設計的紀念徽章。
- 2017年（平成29年）4月21日：500系電動列車「Revaty」開始投入服務，同時實施時間表修正[17][18]。
  1. 從淺草出發前往赤城的最後一班特急列車延遲1小時出發。
  2. 從淺草出發前往伊勢崎的班次提早1小時出發，前往葛生則延遲1小時出發。
  3. 只於星期六及假日行走的1、6號變為毎日行走。使全年均有相同的班次數量。
  4. 從淺草出發前往赤城的第一班特急列車提早10分鐘出發。
  5. 開設1班「Revaty兩毛」，該列車與「Revaty華嚴」結併運輸。在所有「兩毛」列車中，只有該列車停靠春日部站。另外，「Revaty兩毛」與「Revaty華嚴」在東武動物公園站分離車廂。
  6. 所有列車均停靠東京晴空塔站和久喜站。下行列車停靠該站時將會開啟所有車門。
- 2018年（平成30年）
  - 5月20日：東武1800系電動列車（日语：東武1800系電車）被廢除和退役。
  - 11月1日 - 12月31日：進行一個前導實驗，乘客當在桐生線太田至赤城之間乘坐特急列車時，其特急費用由群馬縣承擔。從實驗中，了解會否能增加乘車率[19]。
- 2020年（令和2年）
  - 6月6日：實施時間表修正，設有以下變更[20]。

  1. 於10:00前到達淺草的所有上行列車，以及於17:09起從淺草出發的所有下行列車加停曳舟站。
  2. 在星期六及假日，「Revaty兩毛」增加1班，同時行走區間延長至太田。該列車於平日會行走「都市公園Liner」
  3. 不再與「Revaty華嚴」結併運輸（使「兩毛」、「Revaty兩毛」不再停靠春日部站）。

  - 11月9日：行走於淺草至赤城之間的25、44和47號從「兩毛」變為「Revaty兩毛」。使這些列車不是在「午後割」和「夜割」的優惠範圍內[21]。
  - 11月10日：8號從「兩毛」變為「Revaty兩毛」[21]。
- 2021年（令和3年）
  - 8月18日：行走於淺草至赤城之間的16、29、48和51號，以及行走於淺草至太田之間的13和30號從「兩毛」變為「Revaty兩毛」。使29和48號不是在「午後割」和「夜割」的優惠範圍內[22]。
  - 9月30日：當日起結束「午後割」和「夜割」優惠制度[5]。
- 2022年（令和4年）3月12日：實施時間表修正，設有以下變更[23]。
  - 13號、30號和45號被取消班次。另外，只於星期六及假日行走，在淺草站於18:49出發前往館林的「Revaty兩毛」也被取消班次。
  - 於葛生站到發的「兩毛」，以及下行前往伊勢崎的「兩毛」均變為「Revaty兩毛」。自此，佐野線內再沒有「兩毛」的定期班次（在上述提及，於黃金周時期，由於佐野線內設有臨時「兩毛」班次，因此在停車站資訊中還有該列車）。

## 列車愛稱的由來
按五十音排列
- 「赤城」：取自終點站赤城站附近的觀光景點赤城山。順帶一提，日本國有鐵道/東日本旅客鐵道（JR東日本）也有同名列車。
- 「織姬」：取自桐生市和足利市的「織姬神社（日语：織姫神社），而在桐生市一帶都是絲綢紡織品的生產地。
- 「上野」：取自群馬縣的舊稱「上野國」
- 「上毛」：取自群馬縣的別名「上毛」（上野國古稱「上毛野國」之簡稱）。
- 「兩毛」：取自列車主要目的地群馬縣東部（桐生+太田+館林=東毛（日语：東毛））和栃木縣西南部（足利、佐野）兩處的地區名「兩毛（日语：両毛）」[24]。

## 注腳

## 外部連結
- 關於特急「兩毛」 （页面存档备份，存于）（日語）
- 特急資訊 | Tobu Railway （页面存档备份，存于） - 東武鐵道